# Łakomaja Buda
Łakomaja Buda (ros. Лакомая Буда) – wieś (sieło) w Rosji, w obwodzie briańskim, w rejonie klimowskim. W 2010 liczyła 478 mieszkańców.